# Eunício Oliveira
Eunício Lopes de Oliveira (sinh ngày 30 tháng 9 năm 1952) là một chính trị gia và doanh nhân người Brasil. Ông đã đại diện cho Ceará tại Thượng viện liên bang từ năm 2011 và trở thành chủ tịch Thượng viện Liên bang Brasil vào ngày 1 tháng 2 năm 2017. Trước đây, ông là một nghị sĩ liên bang đại diện cho Ceará từ 1999 đến 2011. Ông là thành viên của phong trào Dân chủ Brasil. Ông là ứng cử viên chạy cho Thống đốc Ceará vào năm 2014. Ông được nhắc đến vào năm 2017 là trong số những người nhận hối lộ từ tập đoàn đa quốc gia JBS.